# Jerry Mander
Jerry Mander (1. května 1936 – 11. dubna 2023) byl americký spisovatel, organizátor a myslitel, nejznámější svou knihou Four Arguments for the Elimination of Television (1977; česky Čtyři důvody pro zrušení televize).

## Život
Vystudoval Kolumbijskou univerzitu, obor mezinárodní obchod (ekonomika). V roce 1960 spoluzaložil a řídil sanfranciskou společnost Freeman, Mander & Gossage, zabývající se reklamou – právě zde, jak sám později poznamenal, si hlavně díky názorům jeho spolupracovníka Gossage uvědomil zneužitelnost televize a její nebezpečí. Později spolupracoval s organizací na ochranu životního prostředí Sierra Club, jíž pomáhal řídit kampaň proti výstavbě přehrady v Grand Canyonu a dalších. V roce 1971 Mander vytvořil neziskovou reklamní agenturu s názvem Public Interest Communications, zabývající se tvorbou a řízením reklamních kampaní pro ekologické, humanistické a další neziskové organizace podobného rázu. Během roku 1990 se stal ředitelem společnosti Elmwood Institute (založena Fritjofem Caprou), dále společnosti Patagonia, Inc. Je autorem řady knih, dvě vyšly i v češtině, včetně jeho známé Čtyři důvody pro zrušení televize. Působil jako vedoucí Mezinárodního fóra o globalizaci (International Forum on Globalization).

## Knihy
- Four Arguments for the Elimination of Television (1977) (česky Čtyři důvody pro zrušení televize, Doplněk 2000, ISBN 80-7239-063-5)
- In the Absence of the Sacred (1991) (česky V nepřítomnosti posvátného, Doplněk 2003, ISBN 80-7239-075-9)
- The Case Against the Global Economy And For a Turn Toward the Local, s Edwardem Goldsmithem (1996).
- Alternatives to Economic Globalization: A Better World Is Possible, přispěvatel, s the International Forum on Globalization Alternatives Task Force (2004) ISBN 1-57675-303-4, ISBN 978-1-57675-303-3.
- Paradigm Wars: Indigenous Peoples' Resistance to Globalization, s Victoria Tauli-Corpuz (2006) ISBN 1-57805-132-0
- The Superferry Chronicles: Hawaii’s Uprising Against Militarism, Commercialism, and the Desecration of the Earth, with Koohan Paik, Koa Books (2008) ISBN 978-0-9773338-8-2
- The Capitalism Papers: Fatal Flaws of an Obsolete System (2012) ISBN 978-1582437170